# Skeppsvik
Skeppsvik is een plaats in de gemeente Nyköping in het landschap Södermanland en de provincie Södermanlands län in Zweden. De plaats heeft 235 inwoners (2005) en een oppervlakte van 78 hectare. De plaats bestaat voor een groot deel uit vakantiehuisjes.